# La Calotterie
La Calotterie är en kommun i departementet Pas-de-Calais i regionen Hauts-de-France i norra Frankrike. Kommunen ligger i kantonen Montreuil som tillhör arrondissementet Montreuil. År 2022 hade La Calotterie 586 invånare.

## Befolkningsutveckling
Antalet invånare i kommunen La Calotterie
| Referens: INSEE |